# Біг І (реслер)
Етторе Юен (англ. Ettore Ewen, нар. 1 березня 1986) - американський професійний реслер, в даний час виступає в WWE під псевдонімом Біг І (англ. Big E). Колишній Інтерконтинентальний чемпіон WWE і колишній чемпіон WWE NXT. До початку кар'єри в професійному реслінгу був чемпіоном США з пауерліфтингу, а також володів кількома національними рекордами у пауерліфтингу.

## Кар'єра в професійному реслінгу

### Florida Championship Wrestling / WWE NXT (2009-2012)
У 2009 році Юен підписав контракт з World Wrestling Entertainment (WWE) і був направлений до регіонального підрозділу WWE Florida Championship Wrestling (FCW), де він став виступати під ім'ям Біг І Ленгстон. 17 грудня 2009 відбувся його дебют в FWC, коли він в команді з Джастіном Гебріелом, Скіпом Шеффілдом і Тайтусом О'Нілом здобули перемогу над Доусоном Олександром, Донні Марлоу, Джиммі Усо і Ленноксом Макенроем. 12 травня 2011 Ленгстон і Келвін Рейнс завоювали титул командних чемпіонів FCW, перемігши Річі Стімбот і Сета Роллінса. 21 липня Ленгстон і Рейнс поступилися титулом Сі Джей Паркеру і Донні Мерлоу. Ленгстон брав участь в турнірі Super Eight, але вибув вже після першого раунду. Ленгстон в команді з Ніком Роджерсоном здобули перемогу над Юіро і Сакамото, що дало їм право на матч за пояс командних чемпіонів Флориди проти Бреда Меддокса і Брайля Пірса, який вони програли. В лютому Ленгстон взяв участь в Королівській битві за право стати претендентом номер 1 на матч за титул чемпіона FCW у важкій вазі. Однак перемогу в бою здобув Сет Роллинс. 11 лютого 2012 Юен здобув перемогу над Хітом Слейтером на SmackDown!, а на шоу WrestleMania Axxess він став сильніше Антоніо Сезаро.
У 2012 році Юен дебютував в WWE NXT, де він переміг Адама Мерсера. Ця перемога стала першою у низці перемог з вересня 2012 року, коли Ленгстон після свого завершального прийому вимагав від рефері робити відлік до п'яти замість трьох під час утримання. Після того, як Ленгстон відмовився від послуг менеджера Вікі Герреро, вона призначила нагороду в 5000 доларів кожному, хто покладе його на лопатки, однак спроби Чада Бакстера і Камачо закінчилися успіхом. Пізніше нагорода була скасована комісіонером Дасті Роудсом [10]. 6 грудня на шоу NXT Ленгстон зустрівся з чемпіоном NXT і членом угруповання Щит Сетом Роллінса в матчі без дискваліфікації [11], в якому перемогу здобув Ленгстон і вперше у своїй кар'єрі завоював чемпіонський титул NXT. Він також почав фьюд з Конором О'Брайеном за титул чемпіона NXT. 13 березня на NXT Ленгстон здобув перемогу над чемпіоном Сполучених Штатів Антоніо Сезаро. 3 квітня Ленгстон захистив титул чемпіона NXT проти О'Браяна. 24 квітня на шоу NXT Біг І знову захистив титул у бою проти Бреда Меддокса. На записах шоу NXT, яке було показано 12 червня, він програв титул Бо Далласу.

### Альянс з Ей Джей Лі і Дольфом Зігглер (2012-2013)

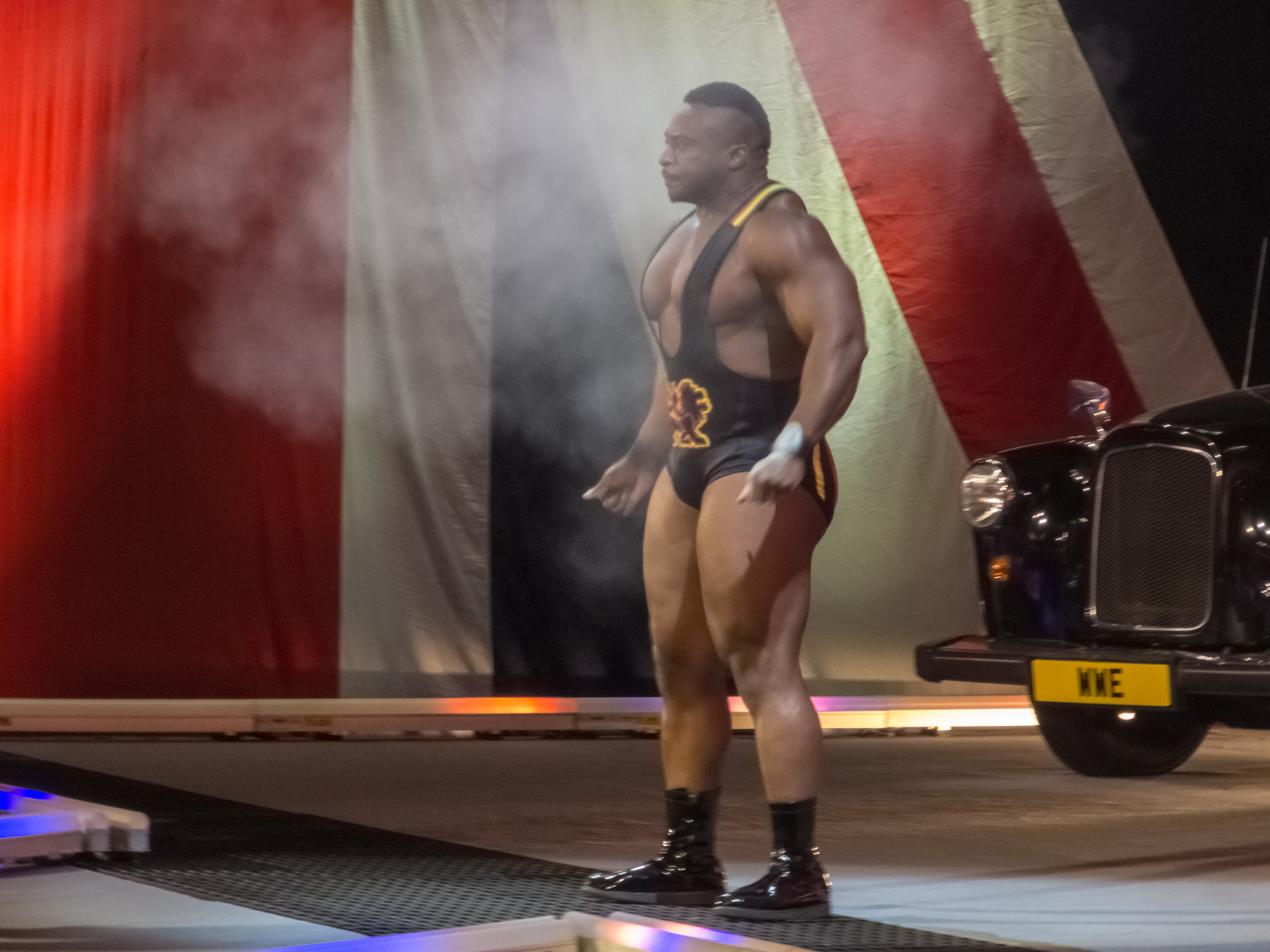
Біг І на RAW в квітні 2013.

17 грудня 2012 Ленгстон дебютував в основному ростері WWE. На шоу він напав на Джона Сіну за вказівкою Ей Джей. Після того, як Дольф Зіглер став хлопцем Ей Джей Лі, Ленгстон став союзником останнього і почав допомагати йому, втручаючись в поєдинки. Після того, як Зігглер переміг командних чемпіонів WWE Деніеля Браяна і Кейна (завдяки втручанням Ленгстона) вони отримали право на матч за чемпіонські титули. 7 квітня на PPV Реслманія 29 Ленгстон і Зігглер брали участь в матчі за пояс командних чемпіонів WWE проти команди Hell No, але не змогли здобути перемогу. Наступного дня на RAW Ленгстон, перемігши Браяна, вперше виграв поєдинок, який транслювався по телебаченню.
Після того, як Зігглер в травні отримав струс мозку, Ленгстон взяв участь в серії з п'яти поєдинків проти претендента на чемпіонський пояс Дольфа Альберто Дель Ріо. На RAW від 10 червня було розкрито, що Ленгстон - таємний залицяльник Кейтлін, однак це було всього лише задумка Ей Джей Лі, щоб принизити діючу чемпіонку. На наступних випусках Ей Джей Лі і Ленгстон продовжили принижувати Кейтлін [23], а 14 липня на PPV Money in the Bank (2013) Ей Джей завоювала титул чемпіонки дів. На наступному випуску RAW Зігглер розірвав відносини з Ей Джей Лі, через що Ленгстон напав на Дольфа. 29 липня Ленгстон здобув перемогу над Зігглер в результаті дискваліфікації завдяки втручанню Ей Джей. Після PPV SummerSlam (2013), де Ленгстон і Ей Джей Лі програли Зігглеру і Кейтлін в змішаному командному матчі, протистояння між реслерами закінчилося, і Ленгстон став виступати сам.

### Інтерконтинентальне чемпіонство (2013-2014)

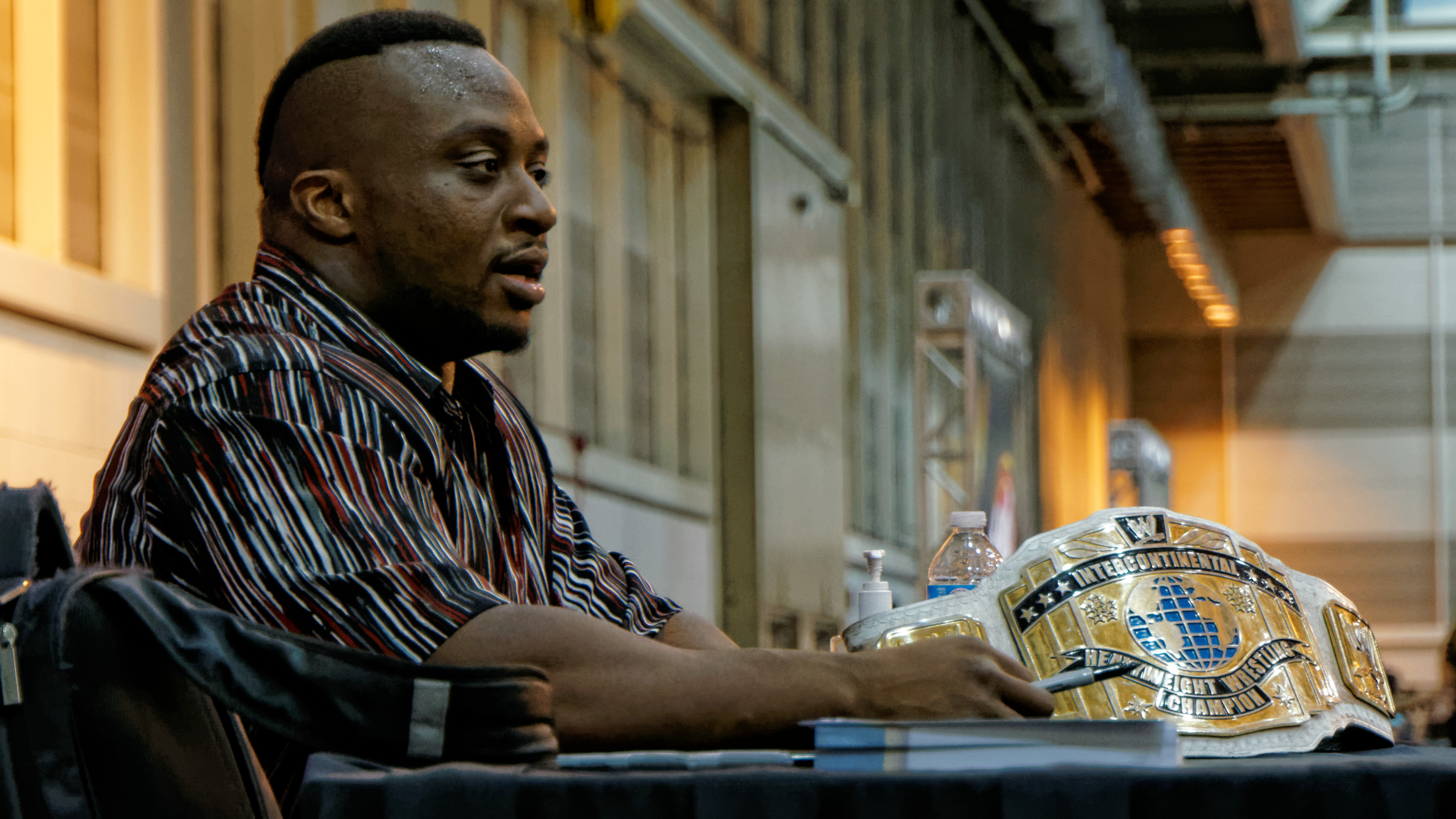
Біг І як Інтерконтинентальний чемпіон WWE.

На SmackDown! 18 жовтня він програв СМ Панку, після чого скоїв фейс-терн, почавши допомагати Панку у відбитті нападів Райбека і Кертіса Акселя. Три дні потому, на RAW від 21 жовтня Ленгстон в команді з Панком здобули перемогу над Райбек і Кертісом Акселем. Завдяки своїм перемогам, Ленгстон отримав можливість поборотися за титул Інтерконтинентального чемпіона WWE, але через травму чинного чемпіона, Кертіса Акселя, йому не випала така можливість. На PPV Hell in a Cell (2013) Біг І боровся за титул чемпіона Сполучених Штатів Діном Емброусом. Перемігши в матчі по відліком, Ленгстона не вдалося завоювати титул. Наступного дня Ленгстон отримав право на матч-реванш, в якому знову переміг, цього разу по дискваліфікації через втручання Романа Рейнс і Сета Роллінса.
На RAW 18 листопада Ленгстон переміг Кертіса Акселя і завоював титул Інтерконтинентального чемпіона WWE. На PPV Survivor Series (2013) Ленгстон успішно захистив чемпіонський титул. Після того, як Деміен Сендоу став претендентом номер один на чемпіонський титул, між реслерами почалася ворожнеча, яка вилилася в матч за чемпіонський титул на PPV TLC: Tables, Ladders & Chairs (2013), в якому перемогу здобув Біг І Ленгстон. На PPV Королівська битва (2014) вийшов під №29, але не зміг перемогти. На PPV Elimination Chamber (2014) Біг І переміг Джека Сваггера в поєдинку за інтерконтинентальний чемпіонство WWE. На RAW від 10 березня було оголошено, що Біг І візьме участь в Королівській битві на честь Андре Гіганта на PPV Реслманії XXX. На PPV Реслманії ХХХ Біг І не зміг перемогти в битві. На PPV Extreme Rules (2014) в поєдинку з «Погані Новини» Барреттом програв свій титул.

### Різні суперечки (2014-теперішній час)
На останньому RAW перед PPV Payback (2014) Русев переміг Зака Райдера, після чого на допомогу Заку вибіг Біг І, але Русев зміг справиться і з ним. На наступному SmackDown! був призначений матч на PPV Payback між Біг І і Русева. На PPV Payback (2014) Русев переміг Біг І. На RAW від 16 червня Біг І брав участь у battle royal за право брати участь в поєдинку на PPV Money in the Bank (2014) за титул Чемпіона світу у важкій вазі, але перемогти не зміг. На RAW від 23 червня Біг І переміг Деміена Сендоу, і після поєдинку зачитав промо про Русева, той вийшов і між бійцями зав'язалася бійка. На Battleground (2014) Біг І бився в battle royal за вакантний Інтерконтинентальний титул, але перемогти не зміг.
На наступному RAW після того як Кофі Кінгстон і Біг І програли Акселю і Райбеку, вийшов Ксав'є Вудс і запропонував Кофі і Біг І сформувати альянс на що останні погодилися.

## В реслінгу
- Фінішер
  - Big Ending
- Улюблені прийоми
  - E-Train (Running body block)
  - Multiple knee lifts

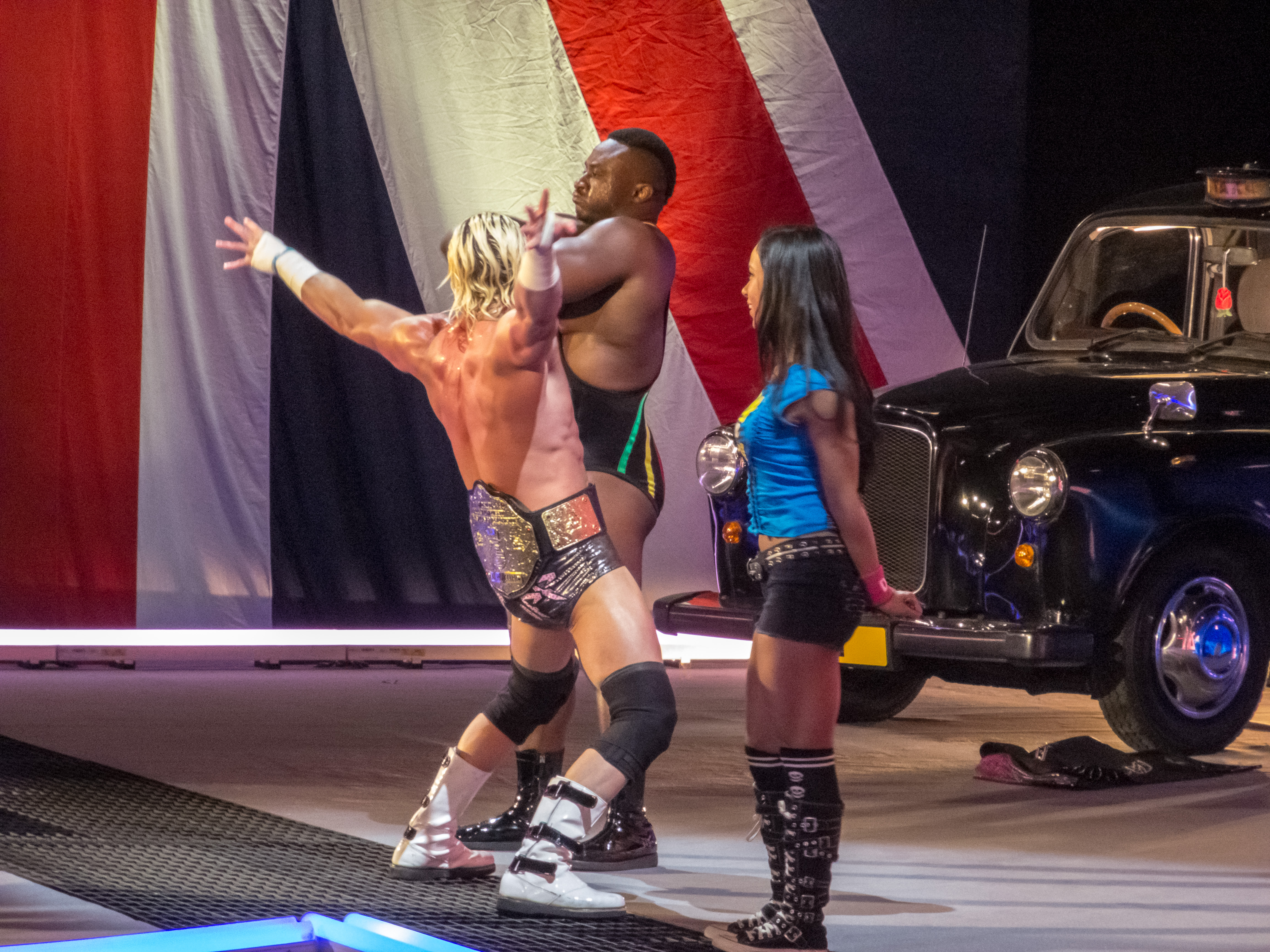
Біг І на RAW у супроводі Дольфа Зігглера і Ей Джей Лі.

  - Multiple punches to opponent's midsection
  - Multiple rib breakers
  - Overhead / Side belly to belly suplex
  - Running splash
  - Running turnbuckle thrust
- Нікнейми
  - "Майстер відліку до п'яти"
- Музичні теми
  - "I Need Five" від Джима Джонсона
  - "Three Ain't Enough" від Джима Джонсона

## Титули і нагороди
- Florida Championship Wrestling
  - FCW Florida Tag Team Championship (1 раз) – з Келвіном Рейнсом
- Pro Wrestling Illustrated
  - PWI ставить його #24 з топ 500 найкращих реслерів у 2014 році.
- WWE
  - Інтерконтинентальний чемпіон WWE (1 раз)
- WWE NXT
  - NXT Championship (1 раз)